# Liste der Baudenkmale in Bad Saarow
Die Liste der Baudenkmale in Bad Saarow enthält alle denkmalgeschützten Bauten der brandenburgischen Gemeinde Bad Saarow und ihrer Ortsteile. Grundlage ist die Landesdenkmalliste mit dem Stand vom 31. Dezember 2023. Die Bodendenkmale sind in der Liste der Bodendenkmale in Bad Saarow aufgeführt.

## Baudenkmale in den Ortsteilen
In den Spalten befinden sich folgende Informationen:
- ID-Nr.: Die Nummer wird vom Brandenburgischen Landesamt für Denkmalpflege vergeben. Ein Link hinter der Nummer führt zum Eintrag über das Denkmal in der Denkmaldatenbank. In dieser Spalte kann sich zusätzlich das Wort Wikidata befinden, der entsprechende Link führt zu Angaben zu diesem Denkmal bei Wikidata.
- Lage: die Adresse des Denkmales und die geographischen Koordinaten. Link zu einem Kartenansichtstool, um Koordinaten zu setzen. In der Kartenansicht sind Denkmale ohne Koordinaten mit einem roten beziehungsweise orangen Marker dargestellt und können in der Karte gesetzt werden. Denkmale ohne Bild sind mit einem blauen bzw. roten Marker gekennzeichnet, Denkmale mit Bild mit einem grünen beziehungsweise orangen Marker.
- Bezeichnung: Bezeichnung in den offiziellen Listen des Brandenburgischen Landesamtes für Denkmalpflege. Ein Link hinter der Bezeichnung führt zum Wikipedia-Artikel über das Denkmal.
- Beschreibung: die Beschreibung des Denkmales
- Bild: ein Bild des Denkmales und gegebenenfalls einen Link zu weiteren Fotos des Baudenkmals im Medienarchiv Wikimedia Commons

### Bad Saarow
| ID-Nr.                           | Lage                             | Bezeichnung | Beschreibung | Bild |
| -------------------------------- | -------------------------------- | --- | --- | --- |
|                                  | Ahornallee 13 (Lage)             | Landhaus Meier (Haus Lehmkühnen) | | BW |
| 09115137                         | Alte Eichen 24 (Lage)            | Scheune | Die hölzerne, reetgedeckte Fachwerkscheune liegt auf der Landzunge Dorf Saarow am Westufer des Scharmützelsees auf einem Grundstück kurz vor dem Eibenhof, dem ehemaligen Rittersitz der von Löschebrands (siehe folgender Eintrag). Der Bau aus der Mitte des 18. Jahrhunderts verfügt in der Dachkonstruktion über einen märkischen Längsverband ohne Stuhl. Diese Bauweise wurde nach 1750 nur noch sehr selten angewendet. Das Fachwerk ist mit Holzbohlen statt mit Lehmstaken ausgefacht. Diese Ausführung hat sich vom Spreewald aus nach Norden verbreitet. Als dem wahrscheinlich nördlichsten erhaltenen Vertreter dieser Bauform kommt der Scheune ein besonderer bauhistorischer und volkskundlicher Wert zu. | Scheune |
| 09115432                         | Alte Eichen 30 (Lage)            | Gutsanlage Eibenhof mit Herrenhaus und Parkanlage, Kutscherwohnhaus mit Remise, Kleintierstall, Pferdestall, Eiskeller und Toranlage | Vom Ende des 15. Jahrhunderts bis 1860 bestand auf der Spitze der Landzunge im Scharmützelsee – heute der Bad Saarower Wohnplatz „Dorf Saarow“ – das „Rittergut Saarow“ der Familie Loeschebrand. 1723 ließ der Kreismarschall Ernst Friedrich von Loeschebrand das Herrenhaus, ein eingeschossiger Barockbau, in der heutigen Form errichten. 1860 starb mit Carl-Wilhelm von Loeschebrand der letzte Namensträger des Adelsgeschlechts ohne männliche Nachkommen. Nach wechselnden Besitzern ließ 1919/1920 der Bäderarzt Paul Grabley das Gutshaus zum Sanatorium Eibenhof umbauen und erweitern. In der DDR-Zeit wurde der Eibenhof als Seminar- und Tagungsort für Kulturschaffende, insbesondere für Literaten, genutzt. Nach 2005 erfolgte ein denkmalgerechter Rück- und Umbau des Eibenhofs zum Wohn-, Arbeits- und Ferienort verschiedener Familien. Zudem dient die Anlage, insbesondere die neu erbaute Kulturscheune, für Kulturveranstaltungen und Events. | Gutsanlage Eibenhof mit Herrenhaus und Parkanlage, Kutscherwohnhaus mit Remise, Kleintierstall, Pferdestall, Eiskeller und Toranlage |
| 09115886 Teilobjekt zu: 09115432 | Alte Eichen 30 (Lage)            | Herrenhaus | | BW |
| 09115887 Teilobjekt zu: 09115432 | Alte Eichen 30 (Lage)            | Gutspark & Sanatoriumspark | | BW |
| 09115888 Teilobjekt zu: 09115432 | Alte Eichen 30 (Lage)            | Kutscherhaus & Remise | | BW |
| 09115889 Teilobjekt zu: 09115432 | Alte Eichen 30 (Lage)            | Stall | | BW |
| 09115890 Teilobjekt zu: 09115432 | Alte Eichen 30 (Lage)            | Pferdestall | | BW |
| 09115891 Teilobjekt zu: 09115432 | Alte Eichen 30 ()                | Eiskeller | | ein Bild hochladen |
| 09115892 Teilobjekt zu: 09115432 | Alte Eichen 30 (Lage)            | Toranlage | | BW |
| 09115003                         | Bahnhofsplatz (Lage)             | Bahnhofsanlage mit Empfangsgebäude, Kolonnaden, Seitenflügeln, Vorplatz und Apotheke (Bahnhofsplatz 1)                               | Der Bahnhof der Scharmützelseebahn wurde 1910 nach Plänen der Architekten Emil Kopp und Siegfried Bernstein errichtet und 1911 eröffnet. Die repräsentative, dreiflügelige Anlage mit Fachwerkteilen ist im sogenannten Heimatstil mit Elementen des preußischen Klassizismus gehalten. Der Landschaftsarchitekt Ludwig Lesser führte zum gestalterischen Konzept des Platzes aus: Er sollte das Hauptentree des ganzen Ortes, gleichsam seine Visitenkarte sein. Der Bahnhofsplatz eines kleinen aber feingeistigen Wald- und Wasservorortes einer Weltstadt. Ein Platz, bei dessen Betreten der Ankommende den feinen Hauch verspürt, der dieser Siedlung ihren eigenen Charakter geben sollte. Vornehme, großzügige Einfachheit sollte der Grundton des Platzes sein. Ab 2004 erfolgte eine denkmalgerechte Sanierung des Empfangsgebäudes und der Kolonnaden mit den beiden Kopfbauten. | weitere Bilder |
| 09115551 Teilobjekt zu: 09115003 | Bahnhofsplatz (Lage)             | Wohn- und Geschäftshaus | | BW |
| 09115188                         | Bahnhofsplatz 10 (Lage)          | Wohn- und Geschäftshaus „Bahnsches Haus“                                                                                             | Das Gebäude war in seiner Höhe und im Stil ursprünglich den gegenüberliegenden Bahnhofsbauten angeglichen. Nachdem sie das Haus erworben hatte, ließ es die Rechtsanwältin Meta Bahn 1928 aufstocken. Vergeblich protestierte der damalige Bürgermeister Karl Krücke gegen den Umbau, da er darin eine Verschandelung des Bahnhofsplatzes sah. Heute (Stand 2014) sind in dem Haus diverse Boutiquen, Geschäfte und Arztpraxen untergebracht. | Wohn- und Geschäftshaus „Bahnsches Haus“                                                                                             |
| 09115309                         | Friedhofsweg (Lage)              | Denkmal der Vereinigung der Verfolgten des Naziregimes (VVN), auf dem Waldfriedhof                                                   | Das Denkmal, geschaffen von dem ortsansässigen Bildhauer Kurt Schulze, wurde 1947 auf dem Johannes-R.-Becher-Platz (heute: Bahnhofsplatz) errichtet und 1991 (andere Angabe: 1989) auf den Waldfriedhof (Gedenkhain) versetzt. Das Denkmal erinnert an die Opfer des Außenlagers „Drei Eichen“ des KZ Sachsenhausen, das in der Nähe Bad Saarows lag. In dem Außenlager waren rund 700 Häftlinge untergebracht, die zu Bauarbeiten für SS-Dienststellen eingesetzt wurden. Auf der Vorderseite des bearbeiteten Steins ist eine Reliefplatte aus Kupfer angebracht, auf der die Buchstaben „KZ“ ein Dreieck bilden und den Hals eines Häftlings wie ein Stacheldraht umschließen. | Denkmal der Vereinigung der Verfolgten des Naziregimes (VVN), auf dem Waldfriedhof                                                   |
| 09115310                         | Friedrich-Engels-Damm 273 (Lage) | Sommerhaus von Johannes R. Becher | Der Sommerhaus von Johannes R. Becher im heutigen Wohnplatz Bad Saarow-Strand wurde 1932 nach Plänen des Architekten Adam Müller-May als Wochenendhaus für Hermann Schmidt (Engels & Schmidt Tonfilmgesellschaft mbH, Berlin) gebaut. 1937 erwarb Erich Löwner, Direktor der Berliner Philharmoniker, den kleinen Flachbau am damaligen Hindenburgdamm. 1948 kaufte Johannes R. Becher, das Grundstück als Ruhepunkt und ließ das inzwischen zerstörte Haus originalgetreu wieder aufbauen. 1950 schrieb Becher: In Saarow befindet sich mein Traumgehäuse, das wunderbarste, zauberhafteste usw. Häuschen, wie mir scheint, […], einstöckig, Flachdach, mit einem größeren Raum auf den See hin, die ganze Vorderseite als Tür zu öffnen, und dann noch drei Zimmerchen, […]. Das ist eine Arbeitsstätte, wie ich sie mir nicht besser träumen kann. Nach Bechers Tod 1958 bewohnte seine Frau, die Schriftstellerin und Publizistin Lilly Becher, das Haus noch bis zu ihrem Tod 1978. 1981 wurde hier eine Becher-Gedenkstätte eingerichtet, die nach der Wende 1991 wieder aufgelöst wurde. Das Haus wurde verkauft. (Siehe auch unten: Johannes-R.-Becher-Denkmal.) | BW |
| 09115466                         | Lindenstraße 8 (Lage)            | „Demeterhaus“ mit Pergolen | Das repräsentative Gebäude an der Ecke Linden-/Kirchstraße, das über einen Saal verfügt, wurde 1924 nach Plänen von Max Werner als Wohn- und Bürohaus für Angestellte der Landhauskolonie gebaut. 1939 ersteigerte Prinzessin Franziska von Lippe (geb. Gräfin Schönborn-Buchheim) das Haus und überließ es der anthroposophischen Demeterbewegung, die bereits zuvor in dem Haus mit Büroräumen und einem Kindergarten vertreten war und rund 1,5 Kilometer westlich den Hof Marienhöhe betrieb. 1941 wurde der Demeterverband von den Nazis aufgelöst und das Haus beschlagnahmt. Nach dem Krieg wurde es erst als Wohnhaus, dann von der Gemeinde- und schließlich von der Amtsverwaltung, unter anderem als Standesamt und Polizeistelle, genutzt. Die Gemeinde, die auch nach der Wende Eigentümerin blieb, verkaufte es 2004 an private Investoren. Nach aufwändigen Sanierungen dient das Demeterhaus vorwiegend als Tagungsstätte. (Im Bild: Gartenseite.) | „Demeterhaus“ mit Pergolen |
| 09115461                         | Moorstraße (Lage)                | Künstlerhaus (Thorak-Haus) | Das Thorak-Haus befindet sich über dem Nordwestrand der versumpften Niederung Wierichwiesen auf dem bewaldeten Hügelrücken Dudel. Es wurde von dem Berliner Architekten Harry Rosenthal als Atelierhaus für den Bildhauer Josef Thorak entworfen und in den Jahren 1926 bis 1929 gebaut. Nach einem Umbau in den frühen 30er-Jahren nutzte Thorak das Gebäude auch als Wohnhaus. Das Haus prägt ein hohes, rohrgedecktes Tonnendach, das an den Giebelseiten über gerundeten Schopfwalmen am First aufschwingt. Nahezu doppelt so hoch wie die eigentlichen Seitenwände des Hauses, bestimmt das überstehende Dach den gedrungen wirkenden, eingeschossigen Baukörper. Es ist mit seinen organischen wie funktionalen Formen ganz der damaligen Debatte um eine neue Architektur verpflichtet, die eine ausdrucksstarke harmonische Einbindung in die Natur suchte. Nach 1945 nutzte das Braunkohlenkombinat Bitterfeld (BKK) das Haus als Ferienheim, es blieb jedoch im Besitz der Familie Thorak. Im Jahre 2012 kümmerte sich eine ehrenamtliche Arbeitsgruppe um die Notsicherung des Hauses. Anfang 2013 wurde das Haus verkauft und das Hauptdach von den neuen Eigentümern denkmalgerecht saniert. | Künstlerhaus (Thorak-Haus) |
| 09115456                         | Moorstraße 3 (Lage)              | Künstlerhaus (Scharwenka-Haus) | 1910 erwarb der Pianist, Komponist und Musikpädagoge Xaver Scharwenka das große Grundstück Moorstraße 3 und beauftragte die in Berlin ansässige Wolgaster Actien-Gesellschaft für Holzbearbeitung, einen villenartigen Bau im Gebirgsstil in Holz-Rahmen-Bauweise als Sommerhaus zu errichten. Die Idee zu dieser Bauweise hatte Schwarwenka aus seinen vielen Reisen in die Vereinigten Staaten mitgebracht. Als Bauholz verwendete man die im Südosten der USA geschlagene Pitchpine (pinus elliottii), ein durch seine Härte damals hochgeschätzter Importartikel. Das geräumige, massiv unterkellerte Haus mit weit überstehendem Satteldach konnte 1912 bezogen werden. Sein von Scharwenka als „Musenhütte“ bezeichnetes Refugium gilt als beredtes Zeugnis für die Weltoffenheit des Bauherrn und die neuen baukonstruktiven Impulse seiner Zeit. Nach Scharwenkas Tod 1924 bewohnten Familienmitglieder das Haus bis in die 1940er Jahre. Nach einer Zwischennutzung als Verpflegungsstützpunkt für den Urlauberdienst der Sozialversicherung diente es von 1955 bis Ende 1990 als „Peters Café und Weinstuben“. Inzwischen im Eigentum der Gemeinde, verfiel das leerstehende Haus zunehmend. 2005 unter Denkmalschutz gestellt, wurde es anschließend von der Scharwenka-Stiftung und dem Förderverein Kurort Bad Saarow schrittweise saniert und restauriert. | Künstlerhaus (Scharwenka-Haus) |
| 09115629                         | Pieskower Straße 31 (Lage)       | Maxim-Gorki-Stele, vor der Grund- und Oberschule „Maxim Gorki“                                                                       | Die Stele wurde 1968 von Gerhard Goßmann in Zusammenarbeit mit der Meißner Porzellanmanufaktur gestaltet. Beidseitig sind 384 Fliesen unter dem Motiv Lied vom Sturmvogel angebracht. Das Poem hatte Maxim Gorki 1901 nach einer Studentendemonstration in Sankt Petersburg, die durch das brutale Eingreifen der Polizei in einem Massaker endete, verfasst. Die Stele wurde 2013 in die Denkmalliste aufgenommen. | Maxim-Gorki-Stele, vor der Grund- und Oberschule „Maxim Gorki“                                                                       |
| 09115422                         | Regattastraße 4 (Lage)           | Wohnhaus | Das reetgedeckte Fachwerkhaus und heutige Seglerheim liegt auf einer Anhöhe über dem Seglerhafen des Wohnplatzes Dorf Saarow. Das Doppelstubenhaus wurde um 1775/76 erbaut und gehörte zum Gut Saarow (siehe oben: Eintrag zum Eibenhof). Um 1900 wurde es vom Gärtner der Gemeinde bewohnt. 1927 erwarb der Yachtclub Berlin-Grünau das Grundstück als sein zweites Anwesen. Im Erdgeschoss wurden ein Schankraum und eine Küche eingebaut. Nach der Gründung der SG Bad Saarow-Pieskow im Jahr 1949 nutzten deren Wassersportler das Grundstück als ihr Domizil. Seit 1954 ist es im Besitz der Seglergemeinschaft Scharmützelsee e. V. (SGS), dem größten Seglerverein des Landes Brandenburg. Auf dem Gelände befindet sich zudem die Wasserrettungsstation Scharmützelsee der DLRG. | Wohnhaus |
| 09115101                         | Seestraße (Lage)                 | Johannes-R.-Becher-Denkmal | Denkmal für den Dichter, Minister für Kultur sowie ersten Präsidenten des Kulturbundes der DDR Johannes R. Becher, der unter anderem den Text der DDR-Nationalhymne verfasst hat. Das Denkmal schuf Fritz Cremer im Jahr 1964. (Siehe auch oben: Friedrich-Engels-Damm 107, Sommerhaus Bechers.) | Johannes-R.-Becher-Denkmal |
| 09115426                         | Seestraße 29 (Lage)              | Landhaus mit straßenseitiger Einfriedung, Pergola und Gartenpavillon                                                                 | Die für Bad Saarow typische Landhausanlage wurde 1919/20 nach Plänen von Emil Kopp für den Maurer und Zimmermeister Ernst Wagner erbaut. Wagner betrieb ein Dampfsägewerk in Spreenhagen, das er 1927 nach Bad Saarow verlegen ließ. 1945 von der Sowjetischen Militäradministration beschlagnahmt, wurde das Haus in das Sanatorium für Luftstreitkräfte der GSSD eingegliedert. Bis zu seinem Tod 1966 bewohnte Wagner die Chauffeurswohnung auf dem Grundstück. 1995 wurde das Landhaus auf einen Enkel Wagners rückübertragen, der es denkmalgerecht sanieren ließ. | Landhaus mit straßenseitiger Einfriedung, Pergola und Gartenpavillon                                                                 |
| 09115467                         | Silberberger Straße 7 (Lage)     | Landhaus mit Gartenanlage | Im Jahr 1928 ließ der jüdische Innenarchitekt Moritz Hirschler (1864–1940) das „Haus am See“ oder „Haus Hirschler“ als Ruhesitz nach Plänen des Architekten Max Werner errichten. Die Gartenanlage des 5500 m² großen Grundstücks zieht sich von der Silberberger Straße bis zur Uferstraße am Scharmützelsee. Bei den Pogromen 1938 wurde Hirschler am 10. November in Bad Saarow überfallen und misshandelt. Am 3. Januar 1940 verkaufte er das Landhaus für 80.000 Mark zwangsweise an Elisabeth Möller. 2009 wurden am Haus Stolpersteine des Künstlers Gunter Demnig für Hirschler und seine Frau Vilma gelegt. Nach dem Krieg diente das Haus erst als Erholungsheim des VEB Elektrokohle Berlin, dann als Gästeheim des Ministerrats der DDR und schließlich als Gästehaus des Ministeriums für Nationale Verteidigung. Mehrfach war Willi Stoph zu Gast. Nach langem Leerstand ist es seit den 2000er Jahren in Privatbesitz und renoviert. | Landhaus mit Gartenanlage |
| 09115556 Teilobjekt zu: 09115467 | Silberberger Straße 7 ()         | Villengarten | | ein Bild hochladen |
| 09115468                         | Uferstraße 12a (Lage)            | Villa Parolo mit straßenseitiger Grundstückseinfriedung                                                                              | Anfang der 1920er Jahre ließ der Bankier Paul Zeidler die eiförmige Villa nach Plänen des Berliner Architekten Fritz Glantz bauen. Den Namen PAROLO, der lange im Giebel prangte, wählte Zeidler nach den Anfangsbuchstaben seines Vornamens Paul sowie der Vornamen seines Sohnes Rolf und seiner Frau Lotte. Das dreigeschossige, holzverschalte Haus ruht auf einem Feldsteinsockel. Die eigenwillige Dachkonstruktion wurde von dem Zimmermeister Prömmel aus Storkow als Zollingerdach ausgeführt. 1931 gründete Zeidler am Scharmützelsee den Sport-Club Bad Saarow (S.C.B.S.). Um 1938 emigrierte die jüdische Familie Zeidler erst nach Shanghai, dann in die USA. Die Villa Parolo wurde 1939 im Zuge der Arisierung an den Gastwirt der Berliner Zoo-Quelle Willy Seidel zwangsverkauft. In der DDR-Zeit nutzte der VEB Elektrokohle Lichtenberg die Villa als Betriebsferienheim. Nach der Wende fiel das Haus an die Jewish Claims Conference, die es in den 2000er Jahren an eine Berlinerin verkaufte. Die neue Besitzerin ließ das Haus sanieren. | weitere Bilder |
| 09115102                         | Ulmenstraße 9 (Lage)             | „Villa Putti“ mit Nebengebäude | Das Haus wurde von dem Bankier Kurt Landsberg, Teilhaber von J. Dreyfus & Co., 1920 erbaut und nach dem Spitznamen seiner Tochter benannt. Die ab 1972 darin untergebrachte Maxim-Gorki-Gedenkstätte ist seit 1997 nicht mehr in diesem Haus. Dagegen wird es privat genutzt, auch Ferienwohnungen sind eingerichtet. | „Villa Putti“ mit Nebengebäude |
| 09115630                         | Ulmenstraße 12 (Lage)            | Wasser- und Elektrizitätswerk mit ehemaligem Wasserturm, Nebengebäude und Grundstückseinfriedung                                     | Mit Baubeginn der „Saarow-Pieskow Landhaussiedlung am Scharmützelsee AG“ wurde 1908 ein Tiefbrunnen gebohrt und 1908/09 das Elektrizitäts- und Wasserwerk errichtet. Der Behälter auf dem Wasserturm besaß ein Fassungsvermögen von 1000 Kubikmeter Wasser, wurde aber später abgetragen. 2008 wurde der Betrieb eingestellt. Ab den 2010er Jahren stand das Ensemble, das an den Kurpark grenzt, zum Verkauf. Die neuen Besitzer verwandelten es 2015 in ein exklusives Mini-Hotel. Der Turm erhielt eine neue Spitze aus Stahlbeton mit dreieinhalb Meter hohen Fenstern. | weitere Bilder |
| 09115631 Teilobjekt zu: 09115630 | Ulmenstraße 12 (Lage)            | Verwaltungsgebäude & Wohnhaus & Maschinenhaus & Kesselhaus                                                                           | | BW |
| 09115632 Teilobjekt zu: 09115630 | Ulmenstraße 12 (Lage)            | Wasserturm | | Wasserturm |
| 09115633 Teilobjekt zu: 09115630 | Ulmenstraße 12 (Lage)            | Schuppen | | BW |
| 09115526                         | Ulmenstraße 15 (Lage)            | Moorbad mit Hauptweg | Das Moorbad wurde von 1913 bis 1914 nach einem Entwurf von Emil Kopp erbaut. | Moorbad mit Hauptweg |
| 09115469                         | Ulmenstraße 17, 17a (Lage)       | Postgebäude mit Wohnhaus für Beamte, Stallgebäude, Wagenschuppen, straßenseitiger Grundstückseinfriedung und Hofpflasterung          | Das schlichte, funktional gehaltene ehemalige Postamt wurde nach Plänen des Postrats Englisch erbaut und 1926 in Betrieb genommen. Das separate Wohnhaus für mittlere Beamte ist als zweistöckiges, klar gegliedertes Giebelhaus ausgeführt. Beide Gebäude sind aus Hartbrandsteinen gemauert. Die gleichfalls 1926 installierte Selbstwähleinrichtung gehörte zu dieser Zeit zu den modernsten in Deutschland. 2003 wurde der Postbetrieb eingestellt und das Ensemble verkauft. Neben Privatwohnungen sind hier heute Ferienwohnungen und Büros untergebracht. | Postgebäude mit Wohnhaus für Beamte, Stallgebäude, Wagenschuppen, straßenseitiger Grundstückseinfriedung und Hofpflasterung          |
| 09115923 Teilobjekt zu: 09115469 | Ulmenstraße ()                   | Mietwohnhaus | | ein Bild hochladen |
| 09115924 Teilobjekt zu: 09115469 | Ulmenstraße ()                   | Garage | | ein Bild hochladen |
| 09115925 Teilobjekt zu: 09115469 | Ulmenstraße ()                   | Stall | | ein Bild hochladen |

### Bad Saarow, Pieskow
| ID-Nr.                           | Lage                            | Bezeichnung | Beschreibung | Bild |
| -------------------------------- | ------------------------------- | --- | --- | --- |
| 09115457                         | Dorfstraße 13 (Lage)            | Dorfkirche Pieskow mit Altaraufsatz von Daniel Schultz | Der heutige Dorfkirche Pieskow wurde auf den Fundamenten der alten, 1346 erstmals erwähnten Fachwerkkirche errichtet und 1867 eingeweiht. An der alten Kirche befanden sich die Grabstellen der Gutsfamilie von Loeschebrand (siehe oben: Eintrag zum Eibenhof); die Gruft wurde zugeschüttet. Der deckenhohe, handgeschnitzte Altar im Bauernbarockstil hat die Form eines Triumphbogens und wurde 1661 von Daniel Schultz aus Kolberg geschaffen. Die lange marode Sauer-Orgel wurde nach einer Reparatur im Jahr 2000 mit einem Konzert neu präsentiert. 1902 erfolgte ein umfangreicher Umbau, der Innenraum wurde neu gestaltet. Seit 1999 wurde die Kirche umfassend renoviert und restauriert. | weitere Bilder |
| 09116031 Teilobjekt zu: 09115457 | Dorfstraße 13 (Lage)            | Orgel | | BW |
| 09115470                         | Hermann-Duncker-Straße 1 (Lage) | Villenanlage „Klein Sanssouci“, bestehend aus schlossähnlichem Hauptgebäude, Nebengebäude mit Verbindungsgang und parkartigem Villengarten mit straßenseitiger Einfriedung | Die Anlage wurde 1912/13 (andere Angabe: 1905/06) nach dem Vorbild des Potsdamer Schlosses Sanssouci von dem Bauunternehmer Felix Bergmann am Ostufer des Scharmützelsees errichtet. Sie gehörte später der Gräfin von Carmer-Gr. Osten, Ehefrau des Kammerherrn von Carmer. 1921 Kauf durch den Bergwerksdirektor Robert Steuer, dessen Bruder die Ziegelei im benachbarten Diensdorf betrieb. Später kurze Zeit im Besitz des Schauspielers und Direktors des Großen Schauspielhauses Maximilian Sladek. 1934 Wehrsportschule der SA, 1938 Erwerb durch die Reichspost und Nutzung als Erholungsheim mit zusätzlichem Bettenhaus. Zur DDR-Zeit diente die repräsentative Anlage dem Präsidium des FDGB als Ferien- und Gästehaus, nach der Wende und nach der Rückübertragung an die Deutsche Post der Telekom als Akademie für ihre Führungskräfte. Heute (Stand 2014) ist Klein Sanssouci im Privatbesitz und wurde aufwändig restauriert. | Villenanlage „Klein Sanssouci“, bestehend aus schlossähnlichem Hauptgebäude, Nebengebäude mit Verbindungsgang und parkartigem Villengarten mit straßenseitiger Einfriedung |
| 09115926 Teilobjekt zu: 09115470 | Hermann-Duncker-Straße (Lage)   | Villengarten | | BW |
| 09115927 Teilobjekt zu: 09115470 | Hermann-Duncker-Straße (Lage)   | Bettenhaus / Erholungsheim | | BW |

### Neu Golm
| ID-Nr.                           | Lage                     | Bezeichnung                                            | Beschreibung | Bild           |
| -------------------------------- | ------------------------ | ------------------------------------------------------ | --- | -------------- |
| 09115348                         | Chausseestraße 25 (Lage) | Dorfkirche und historische Grabsteine auf dem Kirchhof | Die Kirche wurde 1877 aus gelben Ziegeln im neugotischen Stil in der Form eines griechischen Kreuzes mit Ostpolygon neu erbaut. Vom 1867 abgerissenen Vorgängerbau, einer rechteckigen Feldsteinkirche mit halbkreisförmigem Ostgiebel aus dem 15. Jahrhundert, blieb der Turm erhalten. Auch Taufschale, Taufkanne, Leuchter und eine 1593 gegossene Glocke stammen aus der alten Kirche. Die zweite Glocke stammt aus dem Jahr 1924. Altar, Kanzel und Taufstein gingen bei Renovierungen in den 1970er Jahren verloren. Erhalten blieb das Altarbild, das jetzt über einem neuen schlichten Altar steht. Zwischen 1991 und 1997 wurde die Kirche umfassend saniert. | weitere Bilder |
| 09116011 Teilobjekt zu: 09115348 | Chausseestraße 25 (Lage) | Orgel                                                  | | BW             |

### Petersdorf
| ID-Nr.                           | Lage                  | Bezeichnung             | Beschreibung | Bild                    |
| -------------------------------- | --------------------- | ----------------------- | --- | ----------------------- |
| 09115532                         | Am Fuchsbau 12 (Lage) | Bunkeranlage „Fuchsbau“ | Die Bunkeranlage in den Rauenschen Bergen wurde Anfang der 1940er Jahre als Nachrichtenzentrale der Waffen-SS und Wehrmacht erbaut. Von 1965 bis 1990 wurde sie von den NVA-Luftstreitkräften und bis zu ihrer Außerdienststellung im Dezember 1994 von der 5. Luftwaffendivision der Bundeswehr genutzt. Von 1995 bis 2005 war der Bunker versiegelt und seit 2006 ist er als Technisches Denkmal geschützt. | Bunkeranlage „Fuchsbau“ |
| 09115956 Teilobjekt zu: 09115532 | Am Fuchsbau 12 (Lage) | Wasserwerk              | | BW                      |